# Camino del Padre José de Anchieta

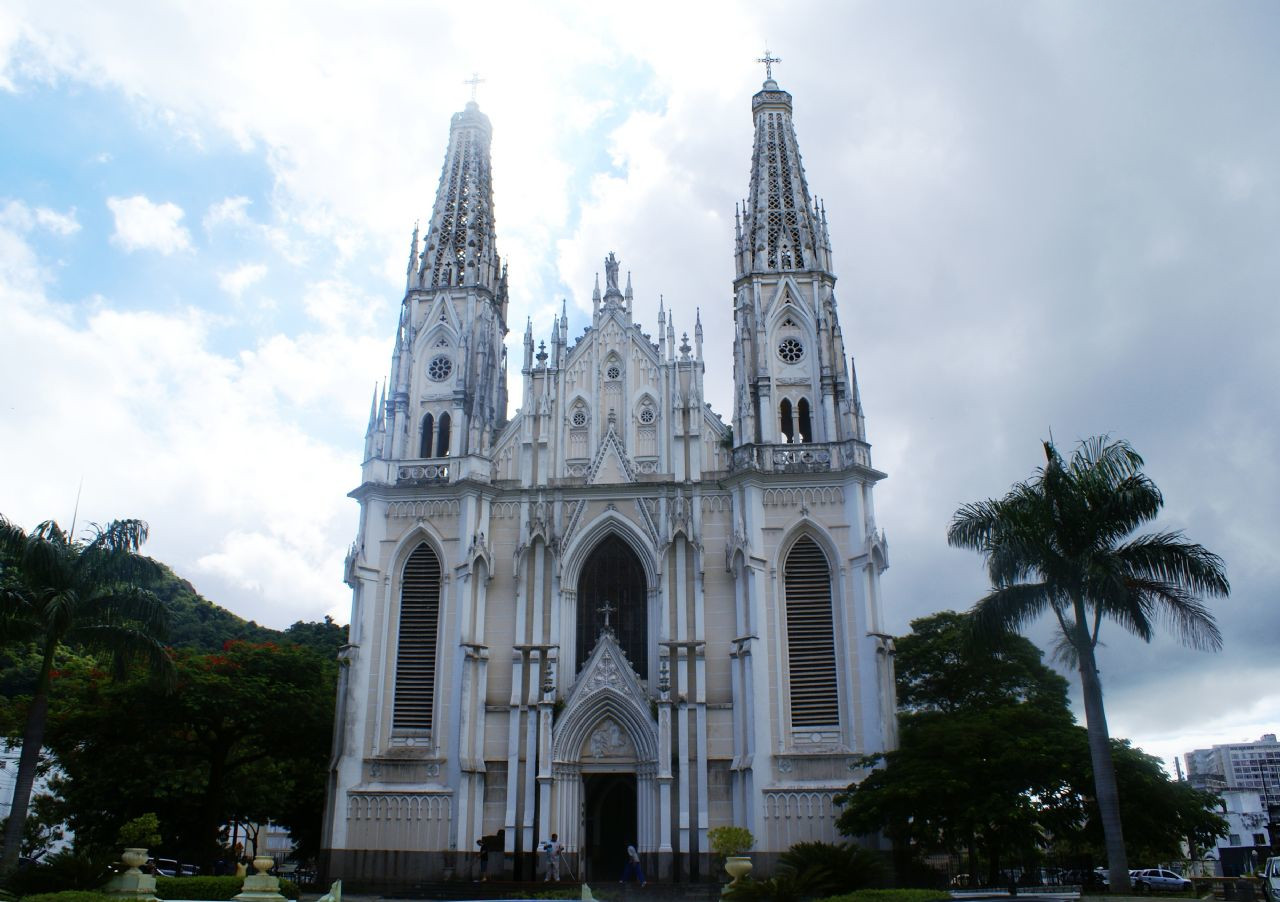
Catedral metropolitana de Vitória - Início de la ruta "Passos de Anchieta".

El término camino del Padre José de Anchieta (en portugués: caminho do Padre José de Anchieta) puede referirse a dos caminos históricos recorridos por el misionero jesuita José de Anchieta. Uno de ellos denominado “Passos de Anchieta” es el camino que reconstruye el trayecto recorrido quincenalmente por Anchieta en sus viajes desde la Vila de Rerigtiba, actual ciudad de Anchieta, hasta la Vila de Nossa Senhora da Vitória, em Vitória. El llamado “Caminho do Padre José” comprende el trayecto recorrido por Anchieta entre el litoral paulista y la ciudad de San Pablo.